# جورج امیک
جورج رگی «لیتل جورج» اَمیک (انگلیسی: George Reggie "Little George" Amick؛ زادهٔ ۲۴ اکتبر ۱۹۲۴ در ورنانیا، اورگن، درگذشتهٔ ۴ آوریل ۱۹۵۹ در دیتونا بیچ، فلوریدا) رانندهٔ مسابقات اتومبیل‌رانی اهل ایالات متحده آمریکا بود که از فصل ۱۹۵۷ تا ۱۹۵۸ در مجموع در دو گراند پری از مسابقات جهانی فرمول یک شرکت کرد.
امیک در طول دوران فعالیت خود در فرمول یک ۱ بار بر روی سکو رفت و ۶ امتیاز را به نام خود به‌ثبت رساند.
امیک در ۴ آوریل ۱۹۵۹ بر اثر تصادف رانندگی در دور پایانی یک مسابقهٔ ایندی‌کار در دیتونا بیچ، فلوریدا درگذشت.